# Jozef Grimaldi

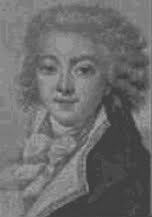
Jozef Grimaldi als jongeman

Jozef Maria Hiëronymus Honorius Grimaldi (Matignon, 10 september 1763 — Parijs, 23 juni 1816), graaf van Caumont, was de jongere broer van prins Honorius IV van Monaco.
Jozef was de zoon van prins Honorius III, die in de Franse Revolutie werd onteigend (1793) en in 1795 in gevangenschap stierf. Ook de echtgenote van Jozef, Marie-Thérèse de Choiseul-Stainville (1767 – 27 juli 1794), werd gearresteerd en stierf onder de guillotine. Jozef vocht in het royalistische leger van Lodewijk V Jozef van Bourbon-Condé. Na de val van Napoleon in 1814 werd de onafhankelijkheid van Monaco door het Verdrag van Parijs hersteld. Honorius wilde vanwege zijn slechte gezondheid de macht overdragen aan zijn broer Jozef. Na protesten van diens zoon Honorius Gabriël aanvaardde Honorius toch zelf de regering.

## Huwelijk en kinderen
Jozef trouwde in 1782 met Marie Thérèse de Choiseul met wie hij drie dochters had:
- Honorine de Monaco (1784–1879), gehuwd in 1803 met René-Louis-Victor de La Tour du Pin, markies van La Charce
- Athénaïs de Monaco (1786–1860), gehuwd in 1814 met Louis Le Tellier (1783–1844), markies van Souvré en de Louvois, graaf van Tonnerre
- Delphine de Monaco (1788), stierf op jonge leeftijd.

Jozef hertrouwde met Frances Margaret Rainsford (stierf op 1 december 1806), met wie hij werd begraven op de begraafplaats van Montmartre. 